# تناخ
التناخ بالعبرية תנ״ך هو اختصار (ت ن ك، توراة- نبيئيم- كتوبيم) تمثل الكتاب المقدس اليهودي، وهو أكثر أسماء الكتاب المقدس العبري شيوعاً في الأوساط العلمية. ويسمى كذلك مِقرا מקרא.

## تعاريف
- سفر: مجموعة نصوص / كتاب، بحيث يتكون كل قسم من أسفار عدة منها:
- أبوكريفا Apocrypha : كلمة يونانية تعني المحذوفة وهي الكتب القانونية الثانية
- المشناه: هي تدوين للتعاليم الديانة اليهودية الشفوية، كتبها يهوذا هنسيء 210 م
- التلمود اليروشليمي: تدوين للشريعة اليهودية الشفوية عام 425 م
- التلمود البابلي: تدوين للشريعة اليهودية الشفوية عام 550 م
- الفريسيين: مجموعة يهودية تقول بأن الإله أوحى شريعة مكتوبة وأخرى شفهية لموسى
- الصدوقيين: مجموعة يهودية ترفض وجود الشريعة الشفوية، وتعتبر نفسها على صلة بالكاهن صدّوق الذي عينه «داود»، ومنه أحقيتهم بمنصب الكهنوت الأعلى اليهودي
- مدرج: هو قطعة جلد (رق) على شكل لفافة كان تكتب عليه النصوص المقدسة باليد
- الخط الرسمي المربع: ويسمى الخط الأشوري وهو ما كتبت به المدارج، ويعرف بالخط العبراني
- الترجوم : تعني الترجمة، إلى الآرامية خاصةً، وأشهرها الترجوم المنسوب إلى أونكيلوس 200 م
- الآباء الأصول: هم الشخصيات التي تعتبر أصولاً (أسلافاً) لمجموعة معينة، ووجودهم نابع من حاجة تفسير وجود المجموعات نفسها.

## أقسام التناخ
التقسيم الأساسي للكتاب المقدس العبري
| عبري   | لفظ    | رمز  | عربي   |
| ------ | ------ | ---- | ------ |
| תורה   | توراه  | ت    | شريعة  |
| נביאים | نبيايم | ن    | أنبياء |
| כתובים | كتوبيم | ك/ خ | كتب    |

واختصرت بلفظة تناخ، وأول إشارة لهذا التقسيم تعود إلى يشوع بن سيراخ عن طريق حفيده عام 132 ق.م لكن القسم الأخير -الكتابات- لم يكن واضح بعد

## لمحة تاريخية
مرت مئات من السنين وقراء الكتاب المقدس العبري يعتبرونه وحيا إلهيا مؤكدا ويعتبرون قصصه منقولة مباشرة من الإله وأنها تاريخ صحيح.
مع بداية الحداثة في القرن السابع عشر يتأكد قدماً للدارسين الذين درسوا التناخ كاملاً من الناحية الأدبية واللغوية أن الأمر لم يكن بهذه البساطة، ففي ضوء المنظور العقلاني والمنطقي، يثير نص الكتاب المقدس أسئلة غير مريحة فيما يتعلق بمصداقيته التاريخية.
كما أشار توماس هوبنز عن عدم معقولية كون (موسى) المؤلف الحقيقي لتوراه حيث يصف الكتاب الأخير (سفر التثنية) بكثير من التفصيل والدقة أحوال وزمن موت (موسى) نفسه، وكذلك فعل باروخ سبينورا (1677 م) وسريعاً تظهر مغالطات أخرى، فالتوراة مليئة بالإستطرادات الأدبية التي تفسر الاسم القديم لمواقع محددة والذي عنى عادة أنه البرهان المرئي (حتى هذا اليوم) على الأحداث التوراتية.
أدت هذه العوامل وعوامل أُخَرْ لإقناع بعض الدارسين من القرن الثامن عشر بأنه من المفترض أنه قد تم خلال مئات السنين من قبل محررين مجهولين متأخرين توسيع وإعادة تشكيل وتجميل على الأقل للكتب الخمسة الأُوَلْ من التناخ
في نهاية القرن الثامن عشر وأكثر في التاسع عشر علقت الكثير من الشروحات النقدية إن كان لـ (موسى) أي يد في تأليف التوراة، واعتقد العديد منهم أن التوراة عمل مؤلف متأخر
هؤلاء الدارسون يشيرون إلى الأنماط المختلفة والظاهرة والمتقاربة لنفس القصة في التوراة ويستنتجون أن لنص مؤلفين عدة، فحين يقرأ المرء التكوين بعناية يجد شكلين متناقضين للخلق (1,1-3,2) وَ (4,2-25) وشجرتي نسب مختلفتين جداً لسلالة أدم (4، 17-26) وَ (5,1-28) وقصتين مفصلتين بترتيب جديد للطوفان (6، 5-9،17)، وبالمثل يتواجد العشرات من القصص مزدوجة السرد وأحياناً مكررة بثلاثة أنماط وذلك لنفس الحدث في قصص ترحال الآباء الأصول والخروج من مصر وتسلم الشريعة
ومع الوقت سيتضح أن التعبير المزدوج مرده لمصدرين مختلفين وقد صيغ بأزمنة وأمكنة مختلفة
- مصدر يهوي (Jahwist):

ورمزه (J) حيث اسم الإله في هذه الكتابات يهوه
- مصدر إلوهيمي (Elohist):

ورمزه (E) حيث اسم الإله في هذه الكتايات إل/أيل، وجمعه إلوهيم
- مصدر تثنوي (Deutronomium):

رمزه (D) يبدو سفر التثنية المسمى بأسلوبه الخاص ورسالته كوثيقة مستقلة
- مصدر كهنوتي (Priester Qullen):

رمزه (P) حيث كل أجزاء التورا وليس فقط التي يمكن ترتيبها D - E – J تحتوي على مواقع نصية عدّة تركز على الشعائر، رمز لها بالمصادر الكهنوتية.
- مصدر محررين (Redaktor):

رمزه (R) رويداً إنتهى الباحثون لكون الكتب الخمسة الأُوَلْ من التناخ، نتاج عملية تحريرية معقدة، وكذلك في المصادر الأربعة الأهم D - P - E - J التي جُمِعَت بمهارة من قِبل محررين أو كتبة، يمكن أن يعرف أثرهم الأدبي من جملهم المفتاحية ومداخلات تحريرهم وآخر هذه الاشتغالات لنص تصل إلى زمن ما بعد النفي
في السنوات العشر الأخير ظهرت وجهات نظر متفرقة حول تأريخ ومؤلفي كل من هذه المصادر، بعض العلماء يرى أن النصوص قد كتبت وحررت زمن مملكة يهوذا ومملكة إسرائيل (تقريباً 1000-586 ق.م)
آخرين بالمقابل يؤكدون أنه يجب أن تكون النصوص أكثر تأخراً، قد جمعت وحررت وذلك من قبل كهان وكتبة في زمن النفي البابلي وبعد العودة (في القرنين السادس والخامس ق.م)
وآخرون يقولون أنها كتبت في الزمن الهلنستي (من القرن الرابع إلى الثاني ق.م)
إلا أنهم يجتمعون على أن التوراة ليست عملاً متكاملاً من قالب واحد، إنما أكثر كعمل تركيب موسيقي مختلف المصادر كل منها كتب بظروف تاريخية مغايرة، ليعبر عن وجهات نظر دينية وأكثر سياسية مختلفة، وهذا من وجهة نظر البعض. وقد ظهرت هذه النظريات وتعرف بنظريات الفرائضية الوثائقية وقد احتج بها بعض العلماء الغربيون وقد قاومها من ناحية أخرى علماء آخرون وقالوا إن هذه هي مجرد فرضيات فقط ولا يوجد دليل على وجود هذه المصادر وإنما أقدم مخطوطات التوراة وجدت في البحر الميت لا تدل على هذا وإنما وجدت أسفار كاملة ولا يوجد ثمة دليل واحد فقط على كون نظرية الفائضية الوثائقية موجودة فعلاً لعدم وجود أدنى دليل وثائقي على هذا
أما اختلاف التوراة في قصة نوح فهذا مردود عليه، ففي الإصحاح السادس والعدد 19 قال الله: تأخذ زوجين ذكراً وانثى من كل نوع من كل ذي جسد..
وأما في الإصحاح السابع فيقول سبعة ذكور وسبع إناث من كل حيوان طاهر ولا مشكلة أبداً لأنه في الإصحاح السادس يأمر الله أن يأخذ ذكراً وأنثى أي أنه يوصيه بأن يكونوا ذكراً وأنثى دون النظر إلى عدد الذكور والأناث ولكن الإصحاح السابع يأمر بأن يكونوا سبعة ذكور وسبع أناث
معظم التناخ مكتوبة بالعبرية، لكن أجزاء من أسفار دانيال وعزرا وجملة في سفر إرميا وكلمتين في سفر التكوين مكتوبة بالآرامية، وتُرسخ المشناه التقسيم الأساسي الثلاثي وتضيف عليه تمييز للتعاليم اليهودية بين
1) توراه شبختاف: الشريعة التي في الكتاب (المكتوبة)
2) توراه شبعل بيه: الشريعة الشفوية (التلمود البابلي مثلاً)
ويرجع هذا التمييز بين المكتوبة والشفهية إلى عزرا الذي يُعدّ مؤسس الديانة اليهودية، ولد ونشأ في بابل ورحل إلى القدس على الأرجح بالعام 397 ق.م واعتبر هو نفسه النبي ملاخي، الذي يعني ملاكي
جمع النصوص المقدسة وأضاف عليها، هو ونحميا الموظف في البلاط الفارسي، ويمكن تمييز الإضافات لأنها تسبق بعبارة {وأقمنا على أنفسنا فرائض} معتمداً في عمله على الشريعة الشفوية، وشكل وأتباعه الفريسيين ما يسمى (هكنيست هجدولا) أي التجمع الكبير، الذين عارضهم الصدوقيون الرافضون للشريعة الشفوية في المشناة والتلمود الأورشليمي والتلمود البابلي، وكان الذين دونوا الشريعة الشفوية هم أنفسهم من قرر أيُّ الأسفار سيتضمن التناخ.

## مخطوطات
كانت المخطوطات تكتب باليد بما يعرف بالخط الرسمي المربع على المدارج وظل كتاب التناخ حيناً طويلاً لا يكتبون إلا الحروف الدالّة على الأصوات الصحيحة دون حروف العلة ومع بداية الفترة الهيلنستية 332- 63 ق.م ومن ثم الرومانية 63 ق.م- 324 م إلى الفترة البيزنطية 324- 635 م وجدت ترجمات يونانية ولاتينية كتبت فيها حروف العلة
وقد بدأ اليهود في القرنين التاسع والعاشر الميلاديّين بابتداع علامات للشكل والإعجام (التشكيل)
معتمدين على علم في اللغة العبرية يسمى ماسوره وهي كلمة مشتقة من الجذر (م س ر) وتعني (نقل) (أوصل)، ولا يزال موضوعها مثار خلاف كونها أضيفت للنص بعد قرون من اعتماده دونها، بحيث ليس بالإمكان القول أن نص الكتاب المقدس العبري الذي بين أيدينا ثابت ونهائي تماماً

## ترجمات

### السبعينيةSeptuagint
ترجمة يونانية يشار لها بالحروف اليونانية LXX غدت اسماً توصف به الترجمات اليونانية كلها، أمر بها (بطليموس فيلادلفيوس) 285- 264 ق.م، وتعود تسميتها لخبر يقول بأن أثنين وسبعين يهودياً، ستة من كل قبيلة كلفوا بهذه الترجمة ونفذوها خلال سبعين يوماً، وهذا الخبر ينفيه الباحثون ويؤكدون على أن كثيرين شاركوا بها وذلك خلال فترة طويلة جداً، وتشتمل هذه الترجمة على أسفار غير موجودة في الكتاب المقدس العبري
وقد تمت هذه الترجمة في الاسكندرية حيث كان هناك عدد كبير من اليهود يتكلمون اليونانية. وقد وقعت هذه الترجمة لرغبة بطليموس فيلادلفوس(٢٨٥-٢٤٧) فأُرسل سبعون عالماً لغوياً يهودياً من اورشليم إلى مصر وسميت بالسبعينية لأن الذين اتموها هم سبعون رجلاً عالماً. وهذه الترجمة كانت شائعة في زمن المسيح، والعهد الجديد كتب باليونانية.

### هكسبلا Hexpla
عمل قام به الأب أوريغن (Origen) في 245 م وهو عبارة عن مقارنة للترجمات ضمن جدول من ستَة أعمدة، كما يلي
- العمود الأول: نص الكتاب المقدس العبري متضمناً الحروف الساكنة فقط
- العمود الثاني: الحروف مكتوبة بالخط اليوناني
- العمود الثالث: ترجمة (أكويلا Aquila)
- العمود الرابع: ترجمة (سيماخوس Symmachus)
- العمود الخامس: ترجمة (أوريغن) الموحدة
- العمود السادس: ترجمة (ثيودوتيون Theodotion)

### الدارجة Vulgate
ترجمة إلى اللاتينية قام بها القديس جيروم (Jerome) في (345-420 م)في بيت لحم من النص العبري مباشرة

### الترجوم[4][5]
هو ترجمة العهد القديم من العبري إلى الآرامي، ولما شاعت الآرامية وصارت هي اللسان الحي الجاري، بات من الضرورة وقت الصلاة وعند قراءة التوراة ان تفسر معاني الكلمات العبرية من الكلام القدبم، وكان هذا التفسير يقع شفوياً في الكنيس والناس يسمعون، وبعدئذ جمع هذا كله وافرغ في صيغة كتابية فقيل له «الترجوم»

## مطبوعات
أول محاولة لطباعة المزامير في العام 1477 م انتهت إلى فشل، وذلك لكثرة الأخطاء وسقوط بعض الآيات، تلا ذلك ببضع سنوات نشر شركة (جوشوا سولومون سونتشينو وأبناء عمه موسيس وغيرشوم) أول كتاب مقدس عبري مضبوط بالحركات
في عام 1517 م نشر (بومبيرغ Daniel Bomberg) الأدب الرباني «المعتمد» والذي يعرف باسم (مقراؤوت جدولوت) بعد أن حققه (فيلكس براتنسيس Felix Pratensis) في أربع مجلدات اشتملت على الماسورة وبعض كتب الترجوم والشروح، وحقق الكتاب المقدس مرة أخرى على يد عالم الماسورة التونسي (يعقوب بن حاييم بن أدونيا) ونشر عام 1525 م وبأربع مجلدات أيضاً لكنها كانت أفضل من حيث الحواشي والعلامات الماسورية وتضمنت شروح (راشي) و (ابن عزرا) وترجم (مارتن لوثر Martin Luther) نشرة (ابن حاييم) إلى الألمانية عام 1534 م وترجمت إلى الإنكليزية عام 1611 م في عهد الملك جيمس الأول وعرفت بـ (King James Bible)
أما المستشرق وعالم الماسورة القس البروتستانتي (باول كاله بول كاله) فقد تنبه إلى مجلد مخطوط في مكتبة لينينغراد مؤرخ في السنة العبرية المقابلة لسنة 1009 م وأن كاتبه هو (شلومو بن بياعة) وواضع علاماته الماسوريه (هارون بن موسى ين أشر) ونشر المجلد عام 1937 م وتم بعد ذلك عدة تحقيقات لهذا المجلد آخرها عام 2001 م على يد الأستاذ المتقاعد بجامعة تل أبيب (آرون دوتان)

## ترتيب التناخ
تتفق نشرات الكتاب المقدس في ترتيب أسفار القسم الأول (التوراة) والثاني (الأنبياء) ولكنها تختلف في القسم الثالث (الكتابات)
وفيما يلي ترتيبها حسب مجلد لينينغراد

### أ‌- توره (التوراة)
Pentateuch باليونانية وتعني كتاب الخمسة
| رقم | عبري   | نقحرة عبري  | عربي   | عدد الأصحاحات |
| --- | ------ | ----------- | ------ | ------------- |
| 1   | בראשית | ب ر ا ش ي ت | تكوين  | 50            |
| 2   | שמות   | ش م وت      | خروج   | 40            |
| 3   | ויקרא  | و ي ق ر ا   | لاويون | 27            |
| 4   | במדבר  | ب م د ب ا ر | عدد    | 36            |
| 5   | דברים  | د ب ر ي م   | تثنية  | 34            |

### ب- نبيايم (الأنبياء)

#### ب-أ- نبيايم رشونيم (الأنبياء الأوائل)
| رقم | عبري     | نقحرة عبري  | عربي        | عدد الأصحاحات |
| --- | -------- | ----------- | ----------- | ------------- |
| 6   | יהושע    | ي هـ وش ع   | يشوع        | 24            |
| 7   | שפטים    | ش ف ط ي م   | قضاة        | 21            |
| 8   | שמואל א' | ش م وا ل/ ا | صموئيل أول  | 31            |
| 9   | שמואל ב' | ش م وا ل/ ب | صموئيل ثاني | 24            |
| 10  | מלכים א' | م ل خ ي م/ا | ملوك أول    | 22            |
| 11  | מלכים ב' | م ل خ ي م/ب | ملوك ثاني   | 25            |

#### ب- ب- نبيايم أخرونيم (الأنبياء المتأخرون)
وكذلك الأنبياء الكتبة
| رقم | عبري   | نقحرة عبري   | عربي   | عدد الأصحاحات |
| --- | ------ | ------------ | ------ | ------------- |
| 12  | ישעיהו | ي ش ع ي هـ و | إشعيا  | 66            |
| 13  | ירמיהו | ي رم ي هـ و  | إرميا  | 52            |
| 14  | יחזקאל | ي ح ز ق ا ل  | حزقيال | 48            |
| 15  | הושע   | هـ وش ع      | هوشع   | 14            |
| 16  | יואל   | ي وا ل       | يوئيل  | 4             |
| 17  | עמוס   | ع م وس       | عاموس  | 9             |
| 18  | עובדיה | ع وب د ي هـ  | عوبيد  | 1             |
| 19  | יונה   | ي ون هـ      | يونان  | 4             |
| 20  | מיכה   | م ي خ هـ     | ميخا   | 7             |
| 21  | נחום   | ن ح وم       | ناحوم  | 3             |
| 22  | חבקוק  | ح ب ق وق     | حبقوق  | 3             |
| 23  | צפניה  | ص ف ن ي هـ   | صفنيا  | 3             |
| 24  | חגי    | ح ج ي        | حجّي    | 2             |
| 25  | זכריה  | ز خ ر ي هـ   | زكريا  | 14            |
| 26  | מלאכי  | م ل ا خ ي    | ملاخي  | 3             |

### ج- كتوبيم (كتابات)
| رقم | عبري          | نقحرة عبري            | عربي              | عدد الأصحاحات |
| --- | ------------- | --------------------- | ----------------- | ------------- |
| 27  | תהלים         | ت هـ ل ي م            | مزامير            | 150           |
| 28  | איוב          | ا ي وب                | أيوب              | 42            |
| 29  | משלי          | م ش ل ي               | أمثال             | 31            |
| 30  | רות           | ر وت                  | راعوث             | 4             |
| 31  | שיר השירים    | ش ي ر هـ ا ش ي ر ي م  | نشيد الأنشاد      | 8             |
| 32  | קהלת          | ق هـ ل ت              | جامعة             | 12            |
| 33  | איכה          | ا ي خ هـ              | مراثي             | 5             |
| 34  | אסתר          | ا س ت ر               | أستير             | 10            |
| 35  | דניאל         | د ن ي ا ل             | دانيال            | 12            |
| 36  | עזרא          | ع ز ر ا               | عزرا              | 10            |
| 37  | נחמיה         | ن ح م ي هـ            | نحميا             | 13            |
| 38  | דברי הימים א' | د ب ر ي هـ ي م ي م/ ا | أخبار الأيام أول  | 29            |
| 39  | דברי הימים ב' | د ب ر ي هـ ي م ي م/ ب | أخبار الأيام ثاني | 36            |

### التوراةوأسفار العهد القديم[4][6]

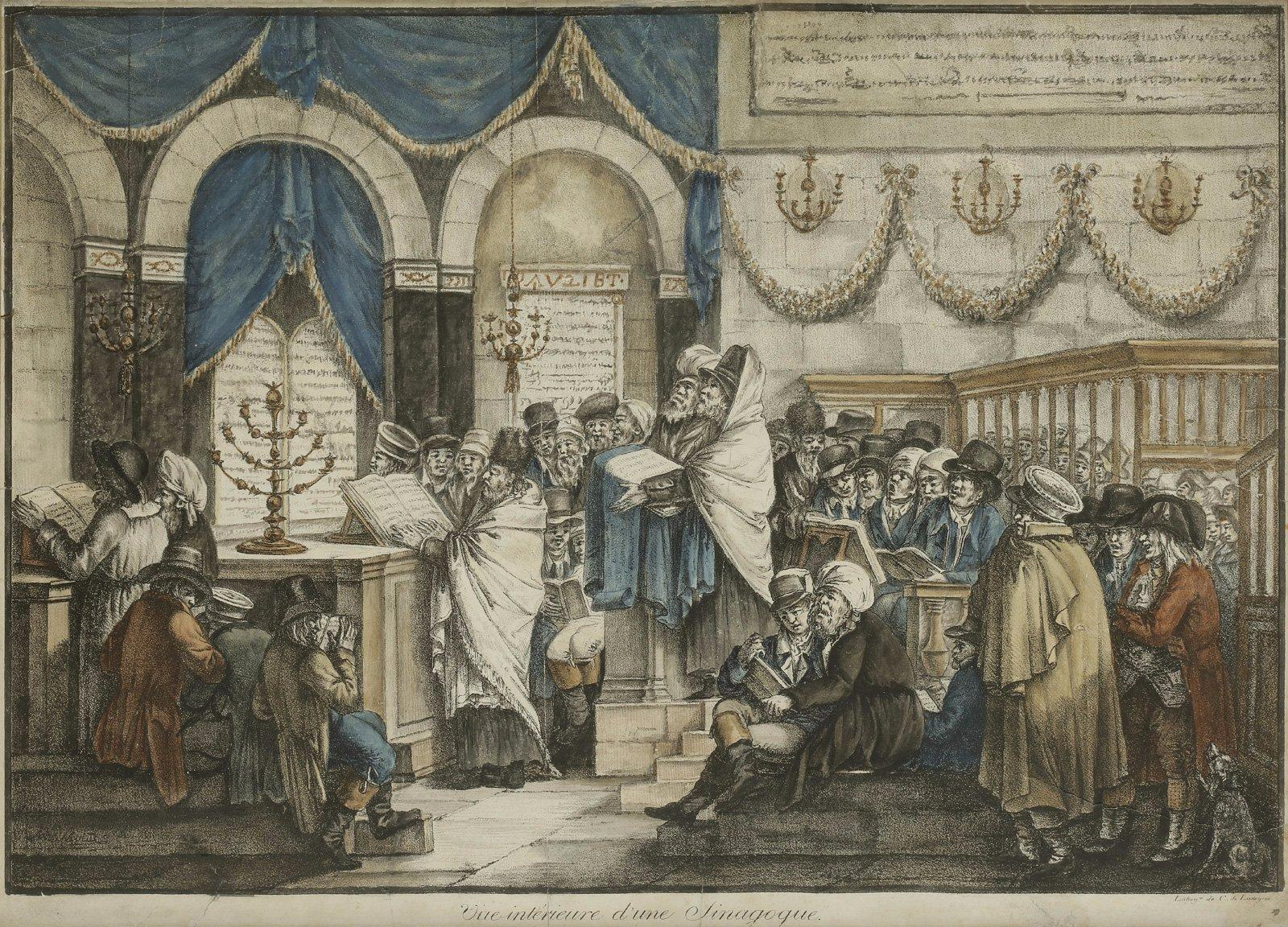
داخل كنيس يهودي (ربما نانسي) ، طباعة حجرية ملونة بواسطة Charles Philibert de Lasteyrie ، كاليفورنيا 1816

كلمة «التوراة» معناها الحرفي «التعليم» ومدلولها الأول شريعة موسى، ثم اتسعت مع الزمن حتى صارت تشمل اسفاراً أخرى لانبياء بني إسرائيل، واسفاراً تاريخية تتعلق بتاريخهم، واسفاراً ادبية شعرية. وقد جُمعت على يد عزرا الكاتب -عزير- بعد العودة من السبي. واليهود يلقبه التوراة العبرية بلقب ابنة الله وفي القرن الأول المسيحي، في زمن يوسيفوس المؤرخ اليهودي المشهور، كانت ٢٢ سفرا فلما اشرقت المسيحية وجاءت أنوار الاناجيل سُمي عهدها «بالعهد الجديد»، وبانضمامه إلى العهد القديم في التوراة في كتاب جامع واحد صار يقال للتوراة: «الكتاب المقدس».
يتألف«العهد القديم» من ٣٩ سفراً، و«العهد الجديد» من ٢٧ سفراً.
يعتقد إن أسفار العهد القديم كُتِبت بالاصل على رقاع من الاديم أو الجلد، وكُتبت كلها بالعبرية، ما عدا شيئاً قليلاً من سفري عزرا ودانيال، فقد كتب بالآرامية. والحروف العبرية هي المعروفة بالمربعة، وتكتب من اليمين إلى اليسار، مع استعمال نقط أو علامات شكل لتيسير حروف العلة.أما راعوث فقد كانت امرأة مؤابية لا إسرائيلية وهي بطلة قصة. قالت التوراة اليسوعية في مقدمة هذا السفر تعريفاً له: " يعود سفر راعوث إلى ماقبل العهد الملكي، ولذلك غالباً ما يأتي بعد سفر القضاة، لكنه في التوراة العبرية، مفصول عنه تماماً، وموضوع مع عدة كتابات حديثة. وإن راعوث بطلة هذه الرواية، داخلة في سلسلة أسلاف داوود المجيدة. ويذهب النقاد ان حوادث هذا السفر كانت في آخر عهد القضاة، والمؤآبيون، والعمونيين من نسل لوط ابن أخي إبراهيم، والآدوميون من نسل عيسى، عثر عليه أحد المنقبين الالمان ١٨٦٨ في خربة ذبيان-ديبون في التوراة- وهي كانت من مدن المؤآبيين شرقي البحر الميت. أما عن سفر صموئيل الأول وسفر صموئيل الثاني(١١٠٠-١٠٥٠) هو صلة الوصل بين عصر القضاة وعهد الملكية التي بدأت بشاول واستمرت بداود وانتهت بسليمان ثم انشطرت إلى إسرائيل في الشمال وعاصمتها السامرة، وإلى يهوذا في الجنوب وقاعدتها اورشليم ثم انتهت كل منهما على ميقاتها إلى السبي.

#### الأسفار الشعرية[4]

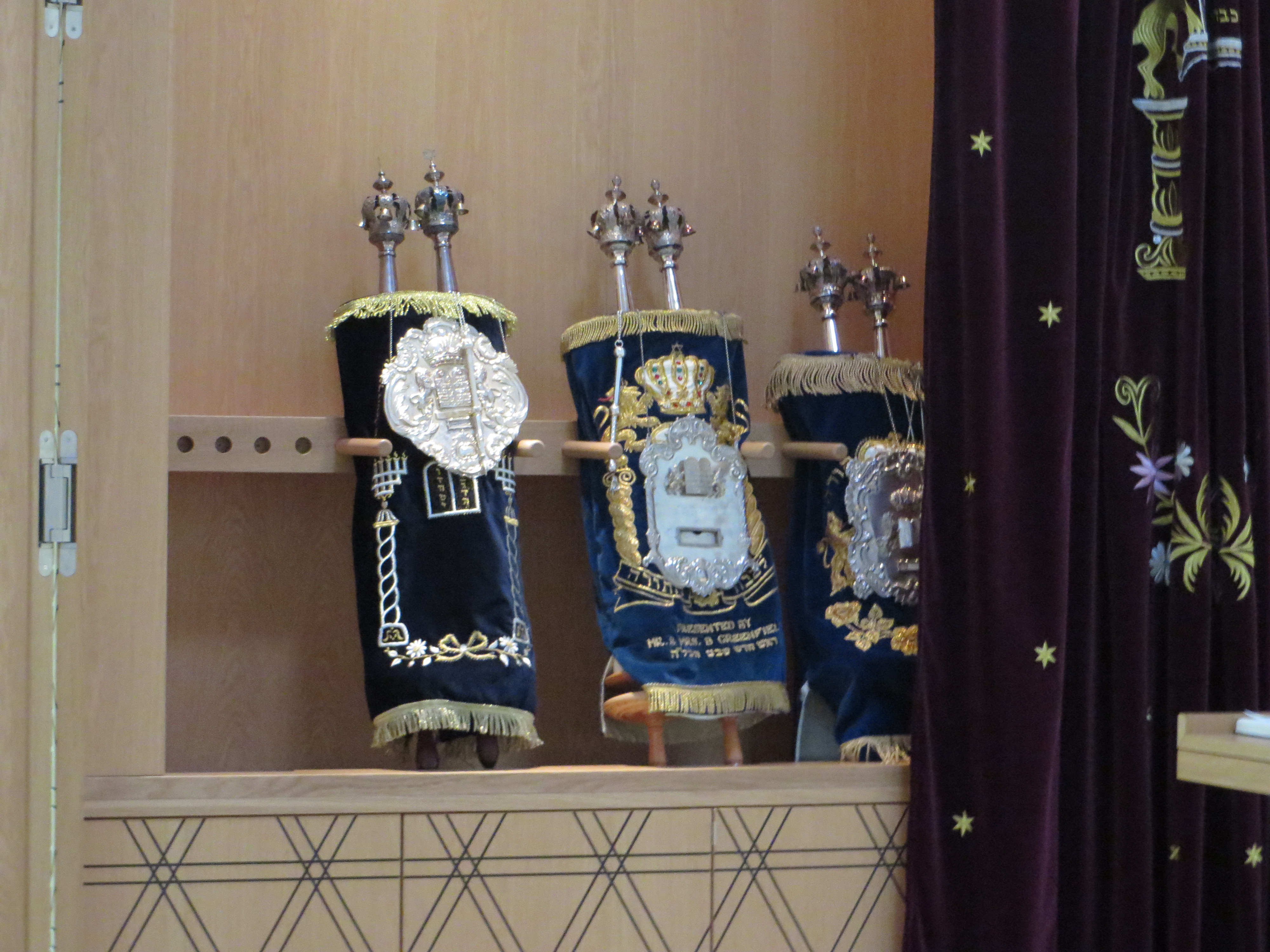
مخطوطات التوراة في تابوت التوراة

الأسفار الشعرية وما تحويه هو سفر أيوب موطنه انحاء شرق الأردن ويرجح انه هو وموسى كانا متعاصرين، وسفر المزامير هو الزبور في القرآن الكريم، كتاب داود عليه السلام. وسفر الامثال ينسب معظمه إلى سليمان وقد قالت التوراة اليسوعية في تعريفه: " ان هذه المجموعة قد اكتملت بشكلها النهائي بعد السبي".سفر الجامعة قالت التوراة اليسوعية في تعريفه: "ان سفر الجامعة هو اشد اسفار الكتاب المقدس غموضاً، وسفر نشيد الإنشاد قالت  التوراة اليسوعية في مقدمته ان انبياء إسرائيل كهوشع وارميا وحزقيال قد شبهوا علاقات الشعب مع آلهته بعلاقات الزوجة بزوجها، وفي النصرانية فالكنيسة هي عروس النشيد.

#### اسفار الانبياء[4]
اسفار الانبياء تختلف قصراً وطولاً، فسفر اشعيا هو اكبرها يشتمل على ٦٦ اصحاحاً، وليس في التوراة سفر أكبر منه الا المزامير"الزبور"، بينما اسفار الانبياء الإثني عشر من هوشع إلى ملاخي، عدد اصحاحاتها جميعاً ٦٧ فصلاً. كسفر اشعيا ففي ايامه وقع سبي مملكة إسرائيل على يد سرجون الاشوري. قالت التوراة اليسوعية في مقدمته: " دعي اشعيا إلى الرسالة النبوية سنة ٧٤٠ ". ويعتبر اشعيا كأعظم الأنبياء". وسفره هذا من جملة ما اكتشف ١٩٤٧ في كهف"قمران" قرب البحر الميت وقال قاموس الكتاب المقديس: " يعتبر اشعيا اعظم انبياء العهد القديم وكان مصلحاً اجتماعياً، واما الكتاب المسمى "صعود اشعيا" فانه من الأبو كريفا، سفر ارميا هو من قرية قرب بيت المقدس وفي ايامه وقع سبي يهوذا. وقالت التوراة اليسوعية في تعريفه: " لقد انذر  ارميا نفسه لشعبه، فطوال السنين المفجعة التي حدث فيها خراب مملكة يهوذا، لا يفتأ ارميا يندد بمغامرات الملوك وفساد الشعب الديني، فهو يرى ذاته مجبرا على محاربة الملوك والكهنة والاشراف والشعب بأسره". وبعد خراب بيت المقدس اختفى عن المسرح، سفر مراثي أرميا ودعي على اثره بالنبي البّكاء فقد بكى خراب المدينة، وسفر هوشع(يوشع) وكان في آخر مدة المملكة الشمالية، قبل ضهوره بنحو ٢٠٠ سنة كانت الاسباط العشرة قد انفصلت عن مملكة داوود وانشأت لها مملكة مستقللة واتخذت من العجل الذهبب معبوداً، فأرسل الله  ايليا(الياس) فاليشع(اليسع) فيونان(يونس) فعامس ثم هوشع، سفر يونيل ويعد من اقدم انبياء المملكة الجنوبية وكانت مدته في أيام المجاعة والجراد، سفرعاموس وهوفي القرن الثامن. لما اقبلت نبوة عاموس، كانت أيام يونان واليشع قرب النهاية، وهو يتنبأ بخراب إسرائيل والأمم المجاورة ويشير إلى السبي،  وبعد ٥٠ سنة وقع السبي، عوبديا ويرجح انه كان في عصر خراب اورشليم على يد بابل، أما يونان(يونس) وقصته المشهورة : انه ارسل إلى نينوى، وركب سفينة ترشيش وثار البحر فسألوه فقال أنا عبراني هارب من وجه الرب، فألقوه في البحر فالتقمه الحوت، وبقي في جوفه ثلاثة أيام وثلاث ليال، ثم قذفه الحوت إلى اليبس. ووصل نينوى وأدى رسالته.سفر ميخا وكانت نبوته في القرن الثامن. وقد تنبأ بخراب المملكتين، وسفر ناحوم هو ناحوم الالقوشي ونبوته في القرن السابع وهو تنبأ بخراب نينوى وهو بعد يونس بنحو ١٥٠ سنة.

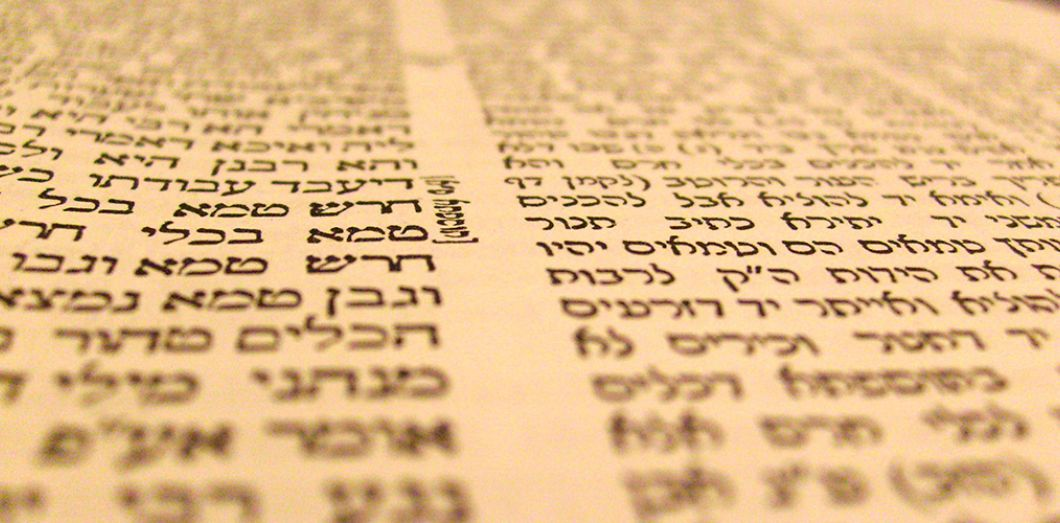
صفحة من التلمود اليهودي

### التلمود[4][8]
كلمة «تلمود» معناها «التعليم» وهو مجموعة تقاليد يهودية سماعية تتعلق بالعهد القديم، وقد جُمِع في صياغة كتابية في القرن الثاني الميلادي.وكان يقال أولاً «تعليم مشنا» أي تعليم التوراة الشفوية، فلما أحتاج اليهود إلى شرح المشنا كانت «الجمارا» أي ان الجمارا هو شرح للمشنا، ومعناه «التكملة» وبعد ذلك أُطلِق على المشنا والجمارا كلمة «تلمود التوراة" أي تعليم التوراة، وأطلق على العلماء الذين وضعوا أصول المشنا» التنائيم«، أما علماء التجمير فسموا» بالامورائيم«وهناك تلمودان، الفلسطيني واليهود يطلقون عليه الاورشليمي، والعراقي ويسمونه» البابلي «والمعتمد عند اليهود أكثر هو العراقي، وكانت أول طبعة للتلمودين سنة ١٥٢٠-١٥٢٤ في البندفية. والتلمود اليوم في اللغة الأنكليزية يبلغ ٣٦ مجلداً.ومنذ زمن السبي فما بعد، إلى قبيل العهد المسيحي، وضعت كتب دينية عديدة، غير انها لم تكن لتنتهي إلى مجموعة أسفار العهد القديم، وانما اتخذت طريقها فيما بعد إلى التلمود. وقاا يوسيفوس، وقد عاش في القرن الأول المسيحي» ان ماعندنا من الاسفار لا يزيد على ٢٢ سفر اً، تحدثنا عن بدايات الزمن البشري والتيه، حتى وفاة موسى. ومن وقته إلى زمن ارتحششتا (ملك فارس ٤٦٥-٤٢٤ ق.م) قام الأنبياء الذين جاءوا بعد موسى بكتابة تاريخ الحوادث التي وقعت في أزمنتهم، فهذا مجموع ١٨ كتاباً، أما الكتب الأربعة الباقية فهي كتب الترانيم والتسابيح وقواعد السلوك للإنسان في الحياة.

### الكتب«الابوكريفا»[4]
هذا الاسم يطلق على أربعة عشر كتاباً وهذه توجد في بعض نسخ التوراة في العهد القديم والعهد الجديد. وظهرت في القرون الثلاثة الاخيرة قبل المسيح، والكتب التي عُدت من الأبو كريفا انما وضعت بعد انطواء عصر نبؤات العهد القديم والوحي السماوي. " ولما ترجمت التوراة إلى اللاتينية في القرن الأول بعد المسيح، فقد ترجم العهد القديم لا من العهد القديم العبراني، بل من الترجمة السبعبنية اليونانية للعهد القديم. فنقلت هذه الكتب الأبو كريفا من الترجمة السبعينية إلى اللغة اللاتينية التي امست شائعة في أوروبا الغربية حتى حركة الإصلاح البروتستانتي، ثم كان مجمع "ترانت" سنة ١٥٤٦ م، فأعلنت الكنيسة الرومانية الكاثوليكية قاونونية الأبو كريفا، وانتقل معنى "أبو كريفا" إلى الأدب والعلم من حيث الاستعمال.
وكتب الابوكريفا
●سفرإسدراس الأول والثاني
●سفر طوبيت
●سفر يهوديت
●سفراستير
●سفر حكمة سليمان
●سفر حكمة يشوع بن سيراخ
●سفر باروخ
●سفر نشيد الفتيان
●سفر الثلاثة المكرمين
●سفر تاريخ سوسنة
●سفر بعل والتنين
●سفر صلاة منسى
● سفر المكابيين الاول والثاني.